# Uva da tavola di Mazzarrone
Uva da tavola di Mazzarrone è un prodotto ortofrutticolo italiano a Indicazione geografica protetta.
Si indica l'uva prodotta nell'area compresa tra i territori comunali di Mazzarrone, Caltagirone, Licodia Eubea (nella città metropolitana di Catania) e Acate, Chiaramonte Gulfi e Comiso (nel libero consorzio comunale di Ragusa).
L'uva è prodotta nelle varietà bianca, rossa e nera, e per ciascuna, il disciplinare di produzione stabilisce le caratteristiche qualitative che deve possedere: grappolo, acino, colore, maturazione, quantità per ettaro.
Il Consorzio di tutela ha sede a Mazzarrone.